# Théâtre romain de Dougga
Le théâtre romain de Dougga est un théâtre romain situé au sein du site archéologique de Dougga, dépendant de la délégation de Téboursouk, dans le Nord-Ouest de la Tunisie.

## Histoire
Le théâtre est situé à l’extrémité orientale de la ville antique de Dougga. Édifié en 168 ou 169, il compte 3 500 places.
L'édifice devient un monument classé le 8 juin 1891.
De nos jours, le théâtre accueille le Festival international de Dougga et a fait le sujet de plusieurs restaurations.

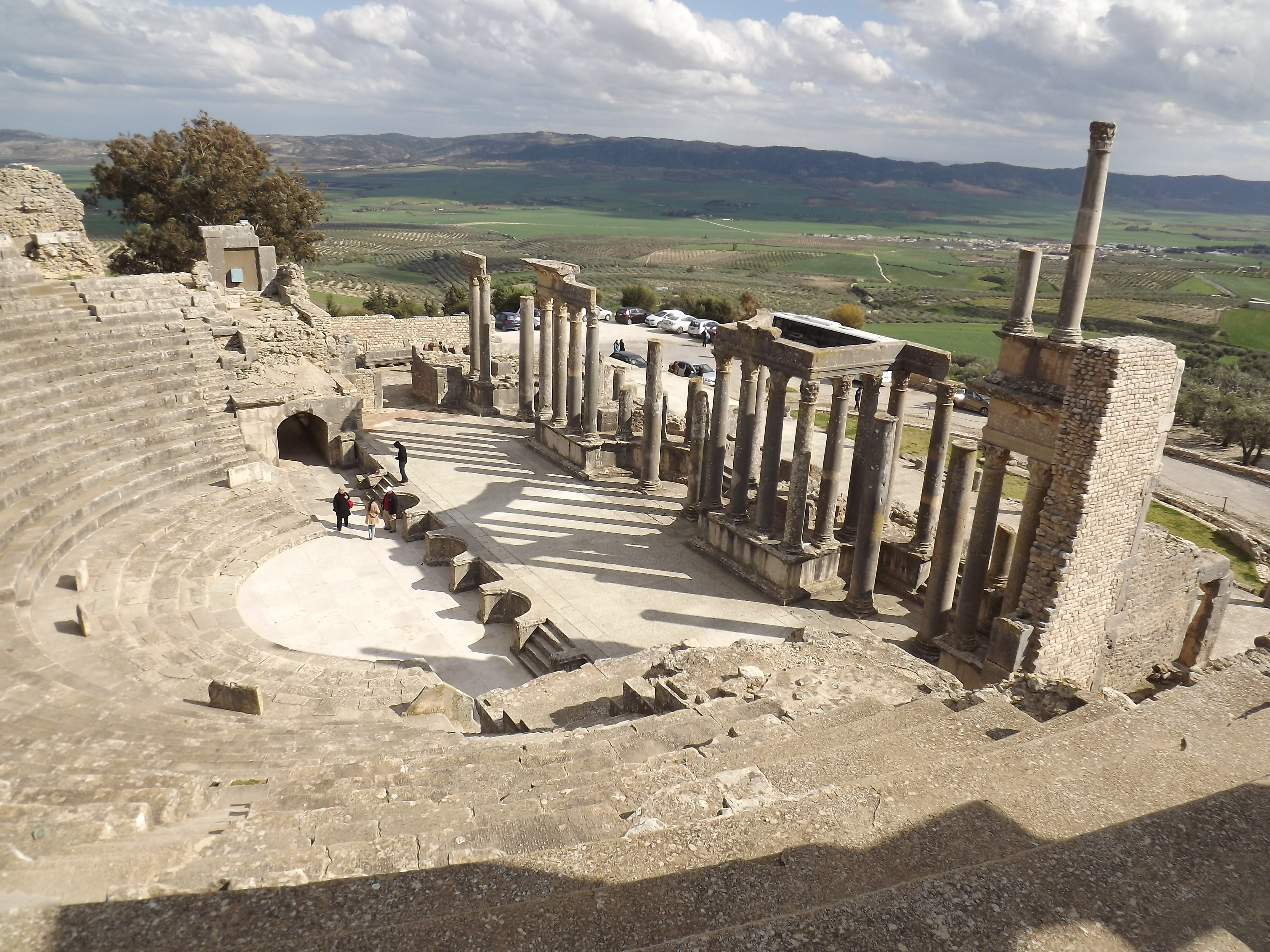
Vue actuelle du théâtre.
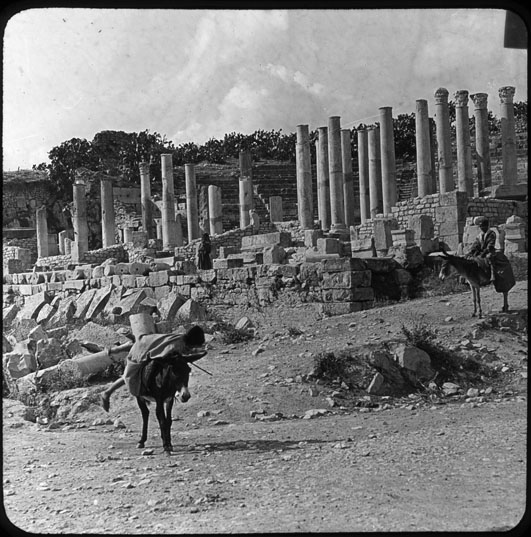
Vue ancienne du théâtre.
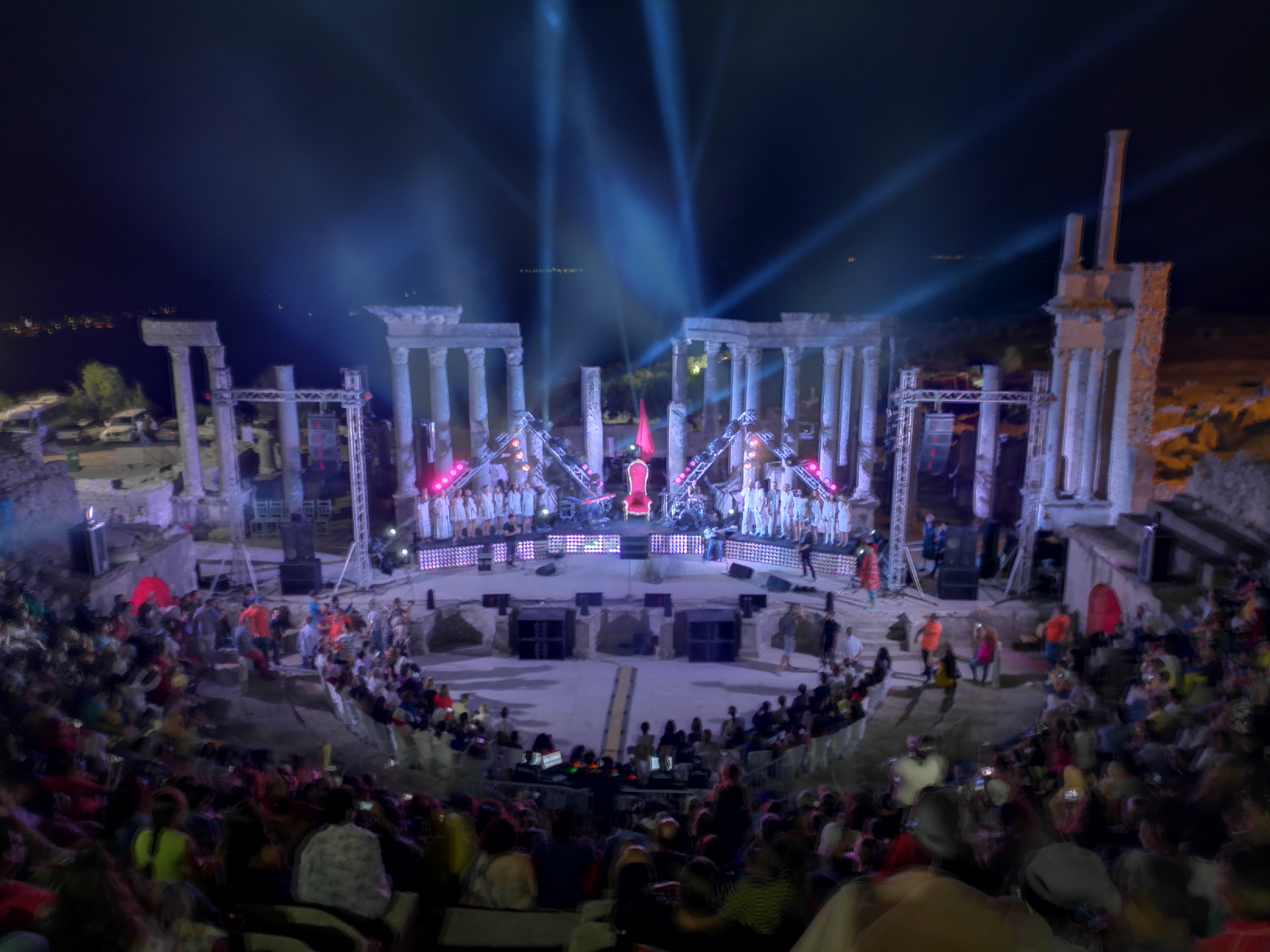
Théâtre pendant le Festival international de Dougga.